# Apollinaris (Prätorianerpräfekt)
Apollinaris war ein spätantiker weströmischer Beamter. Er war 408/409 Prätorianerpräfekt unter dem Gegenkaiser Konstantin III. in Gallien und der Großvater des Bischofs und Dichters Sidonius Apollinaris.

## Leben

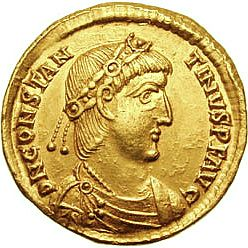
Solidus Konstantins III. aus Lugdunum/Lyon

Apollinaris war Arverner aus Lugdunum/Lyon und entstammte der gallorömischen Senatsaristokratie; bereits sein Vater hatte ein hohes Amt innegehabt. Apollinaris war der erste in seiner Familie, der als Konvertit christlich getauft wurde. Er war in den Jahren 408/409 Prätorianerpräfekt unter dem Gegenkaiser Konstantin III. in Gallien (praefectus praetorio Galliarum). Konstantin hatte sich 407 in Britannien zum Kaiser erhoben und war von dort nach Gallien übergesetzt, wo sich ihm nicht wenige gallorömische Senatoren anschlossen, zumal der „legitime“ (der herrschenden theodosianischen Dynastie angehörende) weströmische Kaiser Honorius seine Residenz aus Gallien nach Ravenna in Norditalien verlegt und damit der gallischen Elite viel Einfluss entzogen hatte.
408 ernannte Konstantin seinen Sohn Constans zum Caesar (Unterkaiser) und schickte ihn nach Hispanien, wo die dortigen Eliten weiterhin zu Honorius hielten, dessen Familie aus Hispanien stammte und dort offenbar mächtig war. Constans sollte in Begleitung des Prätorianerpräfekten Apollinaris und des Heermeisters Gerontius Hispanien für Konstantin sichern, was auch gelang. Danach kehrten Constans und Apollinaris nach Gallien zurück, genauer in Konstantins Residenz in Arelate/Arles, wo Konstantin etwa Ende 409/410 Constans zum ihm gleichrangigen Augustus ernannte. In diesem Zusammenhang wurde Apollinaris als Prätorianerpräfekt abgesetzt und durch Decimius Rusticus ersetzt.
Was weiter mit Apollinaris passierte, ist unklar. 411 scheiterte die Usurpation Konstantins III., auch Gerontius wurde niedergeworfen. Danach wurde der aus dem gallorömischen Adel stammende Jovinus mit Unterstützung der 406/407 über den Rhein eingewanderten Germanen zum Kaiser ausgerufen; er hielt sich jedoch nur bis 413. Welche Rolle Apollinaris in diesen Wirren spielte, lässt sich nur indirekt über vage Mitteilungen seines Enkels Sidonius Apollinaris erschließen. Dieser schreibt um das Jahr 477 in einem Brief an Aquilinus, einen Nachfahren des Decimius Rusticus, Apollinaris habe wie auch Rusticus Konstantin, Gerontius und Jovinus sehr kritisch betrachtet. In dem von Sidonius verfassten Epitaph auf seinen Großvater heißt es, Apollinaris habe es „gewagt, unter der Herrschaft von Tyrannen frei zu sein“.
Allerdings sind Sidonius’ Kommentare mit Vorsicht zu genießen: Konstantin, Gerontius und Jovinus galten nach ihrer Niederlage in den Bürgerkriegen als Usurpatoren und „Tyrannen“; Sidonius hatte ein Interesse daran, die Rolle seines Vorfahren in den Usurpationen herunterzuspielen. Dennoch verurteilt er in dem Brief Claudius Postumus Dardanus, den Nachfolger von Apollinaris und Rusticus als Prätorianerpräfekt Galliens unter dem „legitimen“ Kaiser Honorius. Dardanus ließ die Anhänger Konstantins verfolgen und Rusticus hinrichten. Denkbar ist, dass Apollinaris, wie Rusticus, auch unter Jovinus eine wichtige Rolle spielte und mit ihm von Dardanus hingerichtet wurde. Er wurde jedenfalls in Lugdunum/Lyon beerdigt, wo sein Enkel Sidonius Apollinaris im Jahr 467 sein Grab erneuerte und den Grabstein mit einem Gedicht auf seinen Großvater versah, das uns erhalten ist.
Apollinaris hatte mindestens vier Söhne. Namentlich bekannt sind Apollinaris, Simplicius und Thaumastus; ein weiterer, dessen Name nicht überliefert ist, war selbst Prätorianerpräfekt und der Vater des Sidonius Apollinaris.